# Drömmens uppfyllelse
Drömmens uppfyllelse (originaltitel: Anne of the Island) är Lucy Maud Montgomerys tredje bok i serien om Anne på Grönkulla, första gången publicerad på engelska 1915 och på svenska 1916.
Efter att ha arbetat som skollärare hemma i Avonlea flyttar Anne vid 18 års ålder till Kingsport för att återuppta sina studier. Efter att ha bott inneboende första året lyckas hon och hennes vänner hyra ett hus, Carolinas tjäll, där de bor tillsammans med kattor och tant Jamesina. I Kingport studerar även Annes vän Gilbert Blythe som tar mod till sig och friar till henne. Men Anne säger nej och låter sig istället bli uppvaktad av Roy Gardner, en ung man som Anne tycker motsvarar hennes uppfattning om hur en drömprins ska se ut. Hemma i Avonlea gifter sig Annes barndomskamrat Diana och Marilla uppfostrar de två adoptivbarnen Dora och Davy. Till slut får Anne klarhet i vem det är som har hennes hjärta och vad hon egentligen vill.
Vissa händelser i boken användes som förlaga till miniserien Anne på Grönkulla 2 från 1987.